# Aranyosmaróti járás

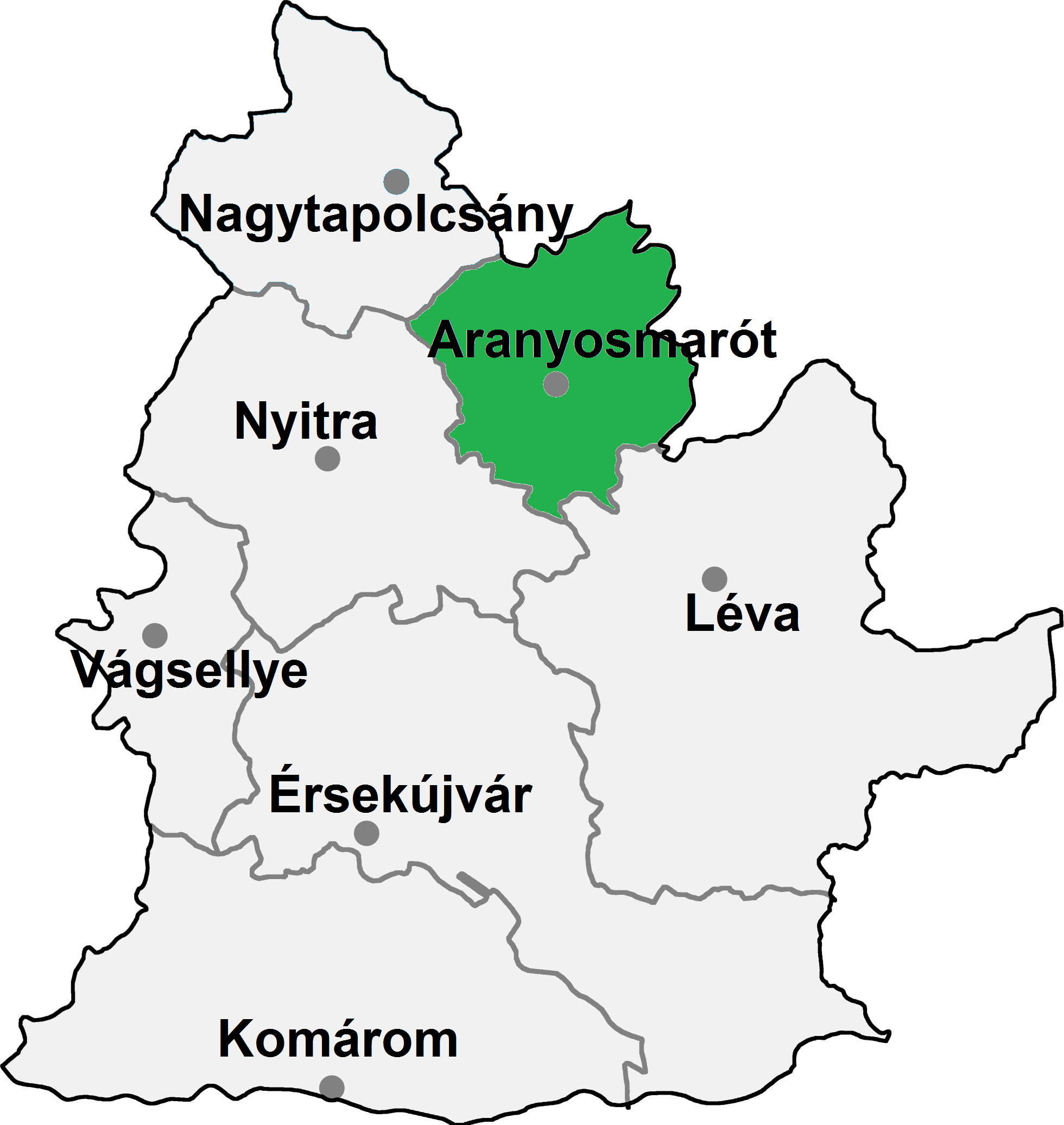
Az Aranyosmaróti járás

Az Aranyosmaróti járás (szlovákul Okres Zlaté Moravce) Szlovákia Nyitrai kerületének közigazgatási egysége. 
Területe 521 km², lakosainak száma 41 402 (2011), székhelye Aranyosmarót (Zlaté Moravce). A járás területe 1922 előtt nagyrészt az egykori Bars vármegyéhez tartozott, csak a legnyugatibb község, Gímeskosztolány volt Nyitra vármegye része.
A járás területén 2011-ben 387 magyar lakott, ami az összlakosság 0,93%-át jelentette. 2021-ben 41169 lakosából 38353 szlovák, 317 magyar, 196 cigány, 6 ruszin, 367 egyéb és 1930 ismeretlen nemzetiségű. A járásbeli magukat magyaroknak vallók többsége 2011-ben és 2021-ben is Barslédecen lakott.
| Aranyosmarót Valkóc Nemcsény Barsvörösvár Néved Kisvezekény Nagyvezekény Barskisfalud Szelepcsény Ebedec Fenyőkosztolány Kisaranyos Feketekelecsény Bélád Hecse Taszármalonya Néver Szelezsény Zsitvaszentmárton Maholány Kicő Keresztúr Gesztőd Kistapolcsány Mankóc Barslédec Gímeskosztolány Velséc Csárad Garamnémeti Zsikva Kislóc |
| |

## Története
Az Aranyosmaróti járás 1922-ig egyike volt az egykori Bars vármegye öt járásának (a Garamszentkereszti, a Lévai, az Oszlányi és a Verebélyi mellett), a vármegye középső részét foglalta el. Területe azonban eltért a maitól: keleti irányban kiterjedtebb, délen és nyugaton viszont szűkebb volt. Ide tartozott a mai Zsarnócai járásból Kisülés, Nagyülés, Magasmart, Barsberzence és Oromfalu, továbbá Garamszentbenedek és a ma hozzá tartozó Peszér, a mai Lévai járásból pedig Garamkovácsi. Délen viszont Nagyvezekény, Kisvezekény, Barsvörösvár és Néved a Verebélyi járáshoz, míg nyugaton Gímeskosztolány Nyitra vármegye Nyitrai járásához tartozott. A terület 1918-tól csehszlovák uralom alatt állt, amit a trianoni békeszerződés erősített meg 1920-ban, az addigi közigazgatási beosztás azonban 1922-ig érvényben maradt.
Csehszlovákia közigazgatási beosztásának 1923. évi újrarendezése során a járás határai jelentősen megváltoztak, hasonlóvá váltak a maiakhoz, az eltérés csupán annyi volt, hogy ide tartozott a ma a Nyitrai járáshoz tartozó Gímes, Zsére és Kolon, illetve a ma a Lévai járáshoz tartozó Garamkovácsi is. A ma a Zsarnócai járáshoz tartozó keleti községeket az újonnan alakult Újbányai járáshoz csatolták. Szintén az Újbányai járáshoz került ekkor Fenyőkosztolány is, de ez csak néhány évig tartozott oda, mivel 1928-ban visszacsatolták. 1923-ban a mai Szlovákia területét hat nagymegyére osztották, az Aranyosmaróti járás ezek közül Nyitra megyéhez (Nitrianska župa) került. 1928-ban a nagymegyék is megszűntek, Csehszlovákiát négy tartományra osztották, ekkor a járás a Csehszlovákián belüli Szlovákia része lett.
1938-ban az első bécsi döntés alapján Magyarország megkapta Szlovákia déli sávját. Bár az Aranyosmaróti járás területét e változás közvetlenül nem érintette, az új országhatár által kettéosztott járások közül a Verebélyi járásból ide került Kishind és Zsitvaújfalu, a Lévai járásból pedig Berekalja, Csejkő, Garamapáti, Garamkelecsény, Garamkeszi, Garamsolymos, Garamszőlős, Garamtolmács, Garamújfalu, Nagykoszmály és Óbars. 1939-ben, amikor Csehszlovákia megszűnt, a független Szlovákiában ismét hat megyét hoztak létre, az Aranyosmaróti járás ekkor megint Nyitra megyéhez tartozott. 1941-ben a Lévai járásból 1938-ban ide csatolt 11 községet átcsatolták az Újbányai járáshoz.
A második világháború után újjáalakult Csehszlovákia közigazgatási beosztása hasonló volt az 1928-38 közöttihez, a járások ismét közvetlenül a szlovák tartományhoz tartoztak. Az Aranyosmaróti járás határai is visszaálltak az 1938 előtti állapotukba.
1949-ben újabb átszervezésre került sor, melynek során visszacsatolták a Verebélyi járáshoz a négy déli községet, amelyek 1923 előtt is oda tartoztak (Nagyvezekény, Kisvezekény, Barsvörösvár és Néved), de az első kettő 1950 után ismét az Aranyosmaróti járáshoz tartozott. Szintén 1949-ben az 1923-28 közötti nagymegyékhez hasonló nagyobb közigazgatási egységeket hoztak létre, de ezek neve most kerület (kraj) lett, járásunk most a Nyitrai kerülethez került.
1960-tól ismét jelentősen átszervezték a járásokat, a korábbiaknál sokkal nagyobbakat hozva létre. Ekkor az Aranyosmaróti járás megszűnt, majdnem teljes területével beolvadt a Nyitraiba, csupán Garamkovácsit csatolták a Lévai, Garamnémetit pedig az ugyanekkor megszűnő Újbányai járás egészét is bekebelező Garamszentkereszti járáshoz. Szintén 1960-ban a kerületek száma Szlovákiában hatról háromra csökkent, az Aranyosmaróti járás pedig a Nyugat-Szlovákiai kerület része lett. A kerületek 1990-ben ismét megszűntek és csak a (nagy)járások maradtak Csehszlovákiában.
1996-ban a már független Szlovákia közigazgatási felosztását megint jelentősen átalakították. A járások száma 38-ról 79-re nőtt és ezeket nyolc kerületbe osztották be. Az Aranyosmaróti járás ismét kivált a Nyitraiból, és ismét a Nyitrai kerület része lett, mint 1949 és 1960 között.

## Népessége
| Év:            | 1994.  | 2004.   | 2014.   | 2024.   |
| -------------- | ------ | ------- | ------- | ------- |
| Emberek száma: | 43 913 | 43 109  | 41 127  | 40 722  |
| Eltérés:       |        | -1,83 % | -4,59 % | -0,98 % |

| Év:            | 2023.  | 2024.   |
| -------------- | ------ | ------- |
| Emberek száma: | 40 765 | 40 722  |
| Eltérés:       |        | -0,10 % |

## Az Aranyosmaróti járás települései
| No. | Településnév (magyarul) | Településnév (szlovákul) | Terület (km²) | Népesség (1880, fő) | Magyarság száma (1880, fő) | Népesség (1910, fő) | Magyarság száma (1910, fő) | Népesség (2011, fő) | Magyarság száma (2011, fő) |
| --- | ----------------------- | ------------------------ | ------------- | ------------------- | -------------------------- | ------------------- | -------------------------- | ------------------- | -------------------------- |
| 1.  | Aranyosmarót            | Zlaté Moravce            | 45,36         | 2251+790+284        | 699+41+24                  | 3227+936+340        | 2127+35+47                 | 12337               | 71                         |
| 2.  | Barskisfalud            | Vieska nad Žitavou       | 5,46          | 296                 | 6                          | 377                 | 41                         | 455                 | 2                          |
| 3.  | Barslédec               | Ladice                   | 11,65         | 667                 | 501                        | 855                 | 794                        | 741                 | 236                        |
| 4.  | Barsvörösvár            | Červený Hrádok           | 5,5           | 347                 | 14                         | 470                 | 44                         | 411                 | 0                          |
| 5.  | Bélád                   | Beladice                 | 22,41         | 305+163+441         | 83+24+27                   | 290+125+522         | 122+54+181                 | 1567[forrás?]       |                            |
| 6.  | Csárad                  | Čaradice                 | 17,85         | 576                 | 10                         | 700                 | 10                         | 511                 | 8                          |
| 7.  | Ebedec                  | Obyce                    | 31,27         | 844                 | 19                         | 1001                | 146                        | 1503                | 0                          |
| 8.  | Feketekelecsény         | Čierne Kľačany           | 10,98         | 426                 | 20                         | 548                 | 70                         | 1084                | 4                          |
| 9.  | Fenyőkosztolány         | Jedľové Kostoľany        | 27,29         | 1008                | 0                          | 1186                | 44                         | 941                 | 1                          |
| 10. | Garamnémeti             | Tekovské Nemce           | 28,5          | 749                 | 16                         | 1018                | 46                         | 1059                | 0                          |
| 11. | Gesztőd                 | Hosťovce                 | 16,24         | 407                 | 12                         | 500                 | 27                         | 749                 | 4                          |
| 12. | Gímeskosztolány         | Kostoľany pod Tribečom   | 22,12         | 384                 | 25                         | 574                 | 39                         | 372                 | 5                          |
| 13. | Hecse                   | Choča                    | 4,39          | 277                 | 4                          | 395                 | 12                         | 514                 | 2                          |
| 14. | Keresztúr               | Hostie                   | 28,17         | 648                 | 10                         | 924                 | 55                         | 1170                | 1                          |
| 15. | Kicő                    | Skýcov                   | 25,23         | 750                 | 32                         | 893                 | 54                         | 1031                | 3                          |
| 16. | Kisaranyos              | Zlatno                   | 15,37         | 315                 | 9                          | 338                 | 2                          | 205                 | 6                          |
| 17. | Kislóc                  | Lovce                    | 10,18         | 282                 | 0                          | 457                 | 9                          | 684                 | 1                          |
| 18. | Kistapolcsány           | Topoľčianky              | 26,33         | 1328                | 59                         | 1602                | 311                        | 2747                | 3                          |
| 19. | Kisvezekény             | Malé Vozokany            | 5,86          | 204                 | 18                         | 282                 | 93                         | 306                 | 2                          |
| 20. | Maholány                | Machulince               | 9,47          | 417                 | 5                          | 559                 | 145                        | 1043                | 0                          |
| 21. | Mankóc                  | Mankovce                 | 4,24          | 246                 | 1                          | 322                 | 46                         | 530                 | 1                          |
| 22. | Nagyvezekény            | Veľké Vozokany           | 9,87          | 465                 | 15                         | 471                 | 60                         | 508                 | 0                          |
| 23. | Nemcsény                | Nemčiňany                | 15,68         | 538+168             | 63+11                      | 640+221             | 147+32                     | 695                 | 0                          |
| 24. | Néver                   | Neverice                 | 5,96          | 535                 | 83                         | 585                 | 210                        | 670                 | 8                          |
| 25. | Néved                   | Nevidzany                | 10,26         | 484                 | 51                         | 591                 | 83                         | 581                 | 4                          |
| 26. | Szelepcsény             | Slepčany                 | 9,35          | 541                 | 39                         | 816                 | 199                        | 846                 | 4                          |
| 27. | Szelezsény              | Sľažany                  | 16,27         | 463+246             | 70+25                      | 473+371             | 63+20                      | 1688                | 11                         |
| 28. | Taszármalonya           | Tesárske Mlyňany         | 18,01         | 826+430             | 39+9                       | 916+514             | 95+16                      | 1683                | 1                          |
| 29. | Valkóc                  | Volkovce                 | 11,6          | 431+160             | 22+0                       | 516+189             | 6+0                        | 1005                | 5                          |
| 30. | Velséc                  | Velčice                  | 34,7          | 828                 | 19                         | 933                 | 36                         | 826                 | 3                          |
| 31. | Zsikva                  | Žikava                   | 11,29         | 432                 | 2                          | 589                 | 53                         | 514                 | 1                          |
| 32. | Zsitvaapáti             | Žitavany                 | 18,2          | 378+659             | 7+8                        | 541+977             | 41+115                     | 1874                | 0                          |
| 33. | Zsitvaszentmárton       | Martin nad Žitavou       | 4,33          | 240                 | 7                          | 350                 | 15                         | 519                 | 0                          |